# .pm
 ‎.pm‏ دامنه اینترنتی اختصاص داده شده به سنت پیر و ماژلان (به انگلیسی: Saint Pierre and Miquelon) است.